# Fame Story
Fame Story è un talent show greco in onda dal 2002 al 2006 in prima serata su ANT1, per poi spostarsi dal 2023 su Star Channel. Si tratta della versione greca del talent show Star Academy, format olandese trasmesso in tutto il mondo e ideato da John de Mol, creatore del Grande Fratello.
Il programma veniva realizzato presso gli studi televisivi di ANT1 ad Attica, e poi spostarsi a quelli di Star Channel di Kifisià.

## Format
Lo scopo del talent show è quello di dare spazio ai giovani talenti, ove, ogni concorrente, durante la sua permanenza nel programma, viene formato con lezioni di canto e alla scenografia, grazie alla presenza di tutor rappresentati da personalità del mondo dello spettacolo e musicale.
I concorrenti si esibiscono settimanalmente nella puntata serale, dove vengono giudicate da quattro personalità di spicco nella scena musicale ellenica e in cui un concorrente viene eliminato dopo un televoto aperto per una settimana. Negli restanti sei giorni della settimana, vengono presentate le migliori clip in una puntata a tarda notte dall'interno degli studi dell'Accademia e dalla casa adiacente dove i concorrenti soggiornavano per tutta la durata della loro permanenza nello show.
Le durata dello show era di tre mesi e mezzo, tranne la terza stagione che è durato sei mesi e mezzo. Il programma è stato riconosciuto per aver contribuito a promuovere la carriera di alcuni dei suoi concorrenti, che hanno poi prodotto successi da classifica nel mercato musicale greco.
Il vincitore del talent show, decretato tramite il televoto da casa via telefono fisso o mobile, si aggiudica un contratto discografico con la Panik Records.

## Edizioni
| Edizione | Inizio            | Fine             | Rete       | Vincitore              | Secondo             | Terzo                 | Presentatori         | Giudici          | Giudici          | Giudici                 | Giudici         | Giudici        | Giudici          |
| 1ª       | 30 settembre 2002 | 31 dicembre 2002 | ANT1       | Notīs Christodoulou    | Grīgorīs Petrakos   | Thanos Petrelīs       | Natalia Germanou     | Giōrgos Leventīs | Evī Droutsa      | Katerina Kouka          | Antōnīs Vardīs  |                |                  |
| 2ª       | 14 marzo 2004     | 28 giugno 2004   | ANT1       | Kalomira Sarantī       | Rallia Chrīstidou   | Kōstas Karafōtīs      | Andreas Mikroutsikos | Giōrgos Leventīs | Evī Droutsa      | Nikos Mouratidīs        | Chrīstos Dantīs |                |                  |
| 3ª       | 10 ottobre 2004   | 3 aprile 2005    | ANT1       | Periklīs Stergianoudīs | Giōrgos Lianos      | Andreas Kōstantinidīs | Tatiana Stefanidou   | Giōrgos Leventīs | Evī Droutsa      | Nikos Mouratidīs        | Dafnī Bokota    | Stelios Rokkos | Ilias Benetos    |
| 4ª       | 19 febbraio 2006  | 28 giugno 2006   | ANT1       | Leōnidas Balafas       | Vasilikī Kapakou    | Mikaella Hatziefrem   | Sofia Alimpertī      | Giōrgos Leventīs | Takīs Kouvatseas | Iasōnas Triantafyllidīs | Sofia Papa      | Kaitī Garbī    | Giōrgos Moukidīs |
| 5ª       | 30 settembre 2023 | 22 dicembre 2023 | Star Omega | Anna Poltzoglou        | Aristea Alexandrakī | Titos Lachanas        | Nikos Koklōnīs       | Antōnīs Remos    | Eleni Foureira   | Giōrgos Arsenakos       | Light           |                |                  |

## Cast

### Conduttori
Conduttore fisso
     Conduttore ospite
| Coach                | Edizioni | Edizioni | Edizioni | Edizioni | Edizioni | Totale |
| Coach                | 1ª       | 2ª       | 3ª       | 4ª       | 5ª       | Totale |
| -------------------- | -------- | -------- | -------- | -------- | -------- | ------ |
| Natalia Germanou     |          |          |          |          |          | 1      |
| Andreas Mikroutsikos |          |          |          |          |          | 2      |
| Tatiana Stefanidou   |          |          |          |          |          | 1      |
| Sofia Alimpertī      |          |          |          |          |          | 1      |
| Nikos Koklōnīs       |          |          |          |          |          | 1      |

### Giuria
Giurato fisso
     Giurato ospite
| Coach                   | Edizioni | Edizioni | Edizioni | Edizioni | Edizioni | Totale |
| Coach                   | 1ª       | 2ª       | 3ª       | 4ª       | 5ª       | Totale |
| ----------------------- | -------- | -------- | -------- | -------- | -------- | ------ |
| Giōrgos Leventīs        |          |          |          |          |          | 4      |
| Evī Droutsa             |          |          |          |          |          | 4      |
| Katerina Kouka          |          |          |          |          |          | 1      |
| Antōnīs Vardīs          |          |          |          |          |          | 1      |
| Nikos Mouratidīs        |          |          |          |          |          | 2      |
| Chrīstos Dantīs         |          |          |          |          |          | 1      |
| Dafnī Bokota            |          |          |          |          |          | 1      |
| Stelios Rokkos          |          |          |          |          |          | 1      |
| Ilias Benetos           |          |          |          |          |          | 1      |
| Natalia Germanou        |          |          |          |          |          | 1      |
| Takīs Kouvatseas        |          |          |          |          |          | 1      |
| Iasōnas Triantafyllidīs |          |          |          |          |          | 1      |
| Sofia Papa              |          |          |          |          |          | 1      |
| Kaitī Garbī             |          |          |          |          |          | 1      |
| Giōrgos Moukidīs        |          |          |          |          |          | 1      |
| Panos Metaxopoulos      |          |          |          |          |          | 1      |
| Antōnīs Remos           |          |          |          |          |          | 1      |
| Eleni Foureira          |          |          |          |          |          | 1      |
| Giōrgos Arsenakos       |          |          |          |          |          | 1      |
| Light                   |          |          |          |          |          | 1      |

## Spin-off

### Star Accademy
Star Accademy è uno spin-off del programma andato in onda tra marzo e luglio 2017 sul canale E Channel, ideato come successore della serie principale dopo la cancellazione avvenuta nel 2006. Il conduttore dello show è stato Menios Fourthiōtīs, mentre, Anna Vissi, Katerina Gkagkakī, Petros Kōstopoulos, Nikos Mouratidīs, Nikos Karvelas, Alexandros Rīgas e Natalia Germanou sono stati i giudici.
| Edizione | Inizio        | Fine           | Rete      | Vincitore           | Presentatori       | Giudici    | Giudici           | Giudici            | Giudici          | Giudici        | Giudici          | Giudici          |
| 1ª       | 17 marzo 2017 | 15 luglio 2017 | E Channel | Christina Xīrokōsta | Menios Fourthiōtīs | Anna Vissi | Katerina Gkagkakī | Petros Kōstopoulos | Nikos Mouratidīs | Nikos Karvelas | Alexandros Rīgas | Natalia Germanou |